# 萨尔尼盖
萨尔尼盖（法語：Sarniguet，法語發音：[saʁniɡɛ]）是法国上比利牛斯省的一个市镇，位于该省西北部，属于塔布区。

## 地理
萨尔尼盖（43°19'3"N, 0°5'17"E）面积2.07 平方千米，位于法国奧克西塔尼大區上比利牛斯省，该省份为法国西南部内陆省份，北至热尔省，西接大西洋比利牛斯省，南与西班牙接壤，东临上加龙省。
与萨尔尼盖接壤的市镇（或旧市镇、城区）包括：马尔萨克、昂德雷斯特、欧朗桑、托斯塔。

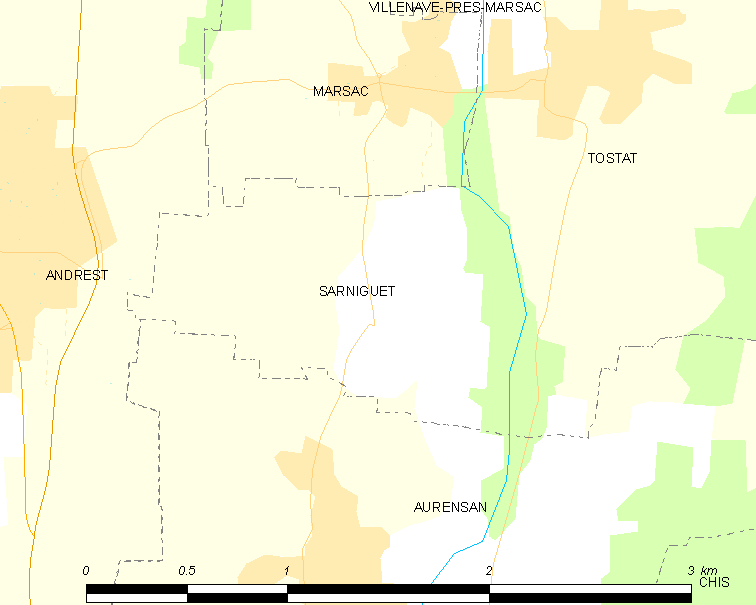
萨尔尼盖的OSM定位图

萨尔尼盖的时区为UTC+01:00、UTC+02:00（夏令时）。

## 行政
萨尔尼盖的邮政编码为65390，INSEE市镇编码为65406。

## 政治
萨尔尼盖所属的省级选区为比戈尔地区维克县。

## 人口

1962-2008年间萨尔尼盖人口变化图示

萨尔尼盖于2022年1月1日时的人口数量为259人。